# پیوتسانو
پیوتسانو (به ایتالیایی: Piozzano) یک کومونه در ایتالیا است که در استان پیاچنزا واقع شده‌است.

## خصوصیات
پیوتسانو ۴۳٫۵ کیلومترمربع مساحت و ۷۱۴ نفر جمعیت دارد و ۲۲۲ متر بالاتر از سطح دریا واقع شده‌است.